# Malle Marilyn
Malle Marilyn is het 93e verhaal uit de stripreeks Robbedoes en Kwabbernoot. Het verhaal is geschreven door Tome en getekend door Janry. Het kwam uit met albumnummer 35. In het verhaal krijgen ze het aan de stok met een kwaadaardige vrouwelijke robot genaamd Marilyn. De Franse titel is Qui arrêtera Cyanure ?, wat zoiets betekent als Wie stopt Cyanide?. Cyanide is de naam van de robot waar ze mee te maken krijgen.

## Verhaal
Kwabbernoot wordt opgezadeld met een kleine roze robot die met een verblindende flits foto's maakt. De robot gaat ervandoor en samen met Robbedoes en Spip volgt hij deze naar Rommelgem. De robot gaat een oud stationsgebouw binnen waar ze een vastgebonden vrouw treffen. De aantrekkelijke vrouw is lijkt manipulatief te zijn en in staat om via telepathie elektrische apparaten tot leven te brengen. De bewoner, een gepensioneerde stationschef komt binnen en legt uit dat de vrouw eigenlijk een androïde is die hij gebouwd heeft tegen zijn eenzaam. De androïde, met de naam Malle Marilyn bleek echter gewelddadig en dankzij Robbedoes en Kwabbernoot is ze nu ontsnapt. De kleine roze robot blijkt ook een creatie van de chef, genaamd Teleflash.
Marilyn zaait onrust in het dorp en de Robbedoes en Kwabbernoot besluiten in het kasteel van de Graaf van Rommelgem (die zelf op reis is) te overnachten. De volgende ochtend worden ze opgeschrikt door een betoging. Terwijl Kwabbernoot verder slaapt, volgt Robbedoes de optocht die naar een robotfabriek leidt. De bewoners zijn boos omdat de fabriek niet voor de beloofde werkgelegenheid heeft gezorgd (deze heeft slechts één werknemer) en dat deze voor problemen met alle elektrische apparatuur zorgt. Intussen wordt de stationschef aangevallen door Marilyn maar hij weet Robbedoes nog wel te bellen. Robbedoes snelt erheen maar kan niet voorkomen dat de stationschef geëlektrocuteerd wordt. Marilyn steelt een hagelgeweer en neemt Kwabbernoot gevangen. Intussen wordt Robbedoes gearresteerd maar weet te ontsnappen. De dorpsbewoners vormen intussen een burgerwacht.
Robbedoes moet zich verstoppen maar weet met de hulp van een kind een deltavlieger te bemachtigen waarmee hij naar de fabriek kan vliegen. In de fabriek treft hij Marilyn en de gegijzelde Kwabbernoot die ze boven een vat vloeibare_stikstof heeft gehangen. Op een onverwacht moment weet Robbedoes hem te bevrijden waarna de twee ontsnappen. Marilyn heeft de volwassen bewoners van het dorp via de televisie weten te hypnotiseren. Nu moeten de kinderen samen met Robbedoes en Kwabbernoot het dorp redden. Een gevecht tegen een robotleger volgt. De stationschef weet uiteindelijk de verbinding met haar batterijen door te knippen waarna ze verslagen is. Wat niemand ziet is dat Marilyn nog net haar persoonlijkheid weet over te plaatsen naar Teleflash waarna deze mopperend wegrijdt.

## Trivia
- In de latere tekenfilmserie Robbedoes is Marilyn een terugkerend personage.
- Op de eerste pagina is een tekening van Marilyn te zien die geïnspireerd lijkt op Marilyn Monroe met omhoog waaiende jurk in de film The Seven Year Itch uit 1955.
- Het uiterlijk van de stationschef is gebaseerd op de Franse zanger Richard Gotainer.